# Colleen Darnell
Colleen Darnell (San Luis, Misuri; 26 de julio de 1980) es una arqueóloga, egiptóloga y escritora estadounidense, además de profesora de Historia del arte egipcio en la Universidad comunitaria de Naugatuck Valley. Sus áreas de especialización incluyen las lecturas del Libro de los muertos, la historia militar y la literatura del Antiguo Egipto.

## Biografía
Nacida como Colleen Manassa, estudió en la Universidad de Yale, donde se doctoró en 2005. En 2006 fue nombrada profesora asistente y directora de estudios de pregrado, trabajando en la cátedra del Departamento de Lenguas y Civilizaciones de Oriente próximo junto a John Darnell, con quien se comprometió en 2015. Promovida a profesora asociada en 2010, abandonó Yale en 2015 después de que surgieran acusaciones sobre la relación que mantenía con Darnell cuando él era profesor y Manassa su estudiante. Fue incluida como profesora visitante de Historia del arte en la Universidad de Hartford en 2015.

## Trabajos arqueológicos
En 2008, creó el Proyecto Moalla Survey, una expedición de estudios arqueológicos en Egipto (auspiciada por el Ministerio de Antigüedades egipcio) que ha descubierto varios sitios nuevos importantes en la orilla este del Nilo, a escasos 50 kilómetros al sur de Luxor, que iban desde el período protodinástico tardío hasta el período romano tardío. En 2010, descubrió un extenso asentamiento romano que contaba con más de cien estructuras distintas. Dentro de la necrópolis de Moalla, su proyecto descubrió un cementerio nubio datado cerca del 1600 a. C. En 2010, Darnell presentó la primera identificación de cerámica nubia (Pan Grave) fabricada en el sitio de Umm Mawagir en El Jariyá. Este análisis cerámico reveló nuevas interacciones entre las poblaciones nubias y egipcias en los oasis.
Su investigación en la parcela militar de la historia egipcia llevó a recrear por primera vez el desarrollo táctico de los ejércitos durante la batalla de Perire, que tuvo lugar contra los libios en el año 1208 a. C., plasmada, también bajo estudio de Darnell, en la Estela del Muro que inscribió el faraón Merenptah en el templo de Karnak. Su investigación sobre el papel militar que Tutankamón podría haber asumido como faraón de Egipto contribuyó a la publicación Tutankhamun's Armies: Battle and Conquest in Ancient Egypt's Late Eighteenth Dynasty (en coautoría con su marido) y que llegó a verse reflejado en el documental King Tut Unwrapped.
Como comisaria de la exposición "Ehoes of Egypt: Conjuring the Land of the Pharaohs", que se expuso en el Museo Peabody de la Universidad de Yale, Colleen Darnell llegó a reunir más de cien objetos procedentes de Egipto y que abarcaban cerca de dos milenios de historia del Antiguo Egipto. Aclamada por The New York Times, la exposición ha sido catalogada como "ambiciosa e histórica" y bastante "cuidadosa", logrando el éxito de público y la crítica. El éxito de dicha exposición llegó a plasmarse en un libro catálogo impreso con el que se podía ampliar la definición de los mismos objetos.